# Портарлингтон холт
Портарлингтон холт — железнодорожная станция, открытая 26 июня 1847 года и обеспечивающая транспортной связью посёлок Портарлингтон в графстве Лиишь, Республика Ирландия, располагаясь за его границей. Это узловая станция на направлениях из Дублина в Корк, Лимерик, Голуэй, Баллину и Вестпорт. Ответвление на Атлон расположено на западном торце станции. До 2005 года станция была трёхпутной, но средний путь был снят при расширении платформ для обеспечения возможности принятия междугородних поездов класса Mk 4.